# Héctor Ladrón de Guevara
Pour les articles homonymes, voir Ladrón de Guevara.
Héctor Ladrón de Guevara, né le 20 mars 1940, est un footballeur péruvien des années 1960. Il jouait au poste de milieu de terrain.

## Biographie

### Carrière en club
À la suite de sa participation aux JO de 1960 (voir plus loin), Héctor Ladrón de Guevara qui jusque-là jouait en amateur, s'engage avec le Deportivo Municipal. Entre 1963 et 1964, il joue pour le Sport Boys de Callao avant de passer au Defensor Arica en 1965 puis au Porvenir Miraflores en 1967.

### Carrière en équipe nationale
Héctor Ladrón de Guevara se fait connaître en tant que capitaine de l'équipe du Pérou olympique à l'occasion du Tournoi pré-olympique de la CONMEBOL 1960, puis lors des Jeux olympiques à Rome, la même année.
Trois ans plus tard, il est convoqué en équipe nationale afin de disputer le championnat sud-américain de 1963 en Bolivie où il prend part à quatre rencontres sans marquer de but.